# 미나미나라오카촌
미나미나라오카촌(南楢岡村)은 아키타현 센보쿠군에 있던 촌이다.
현재의 다이센시의 일부에 해당한다.

## 역사
- 1889년 4월 1일 - 정촌제 시행에 의해 미나미나라오카촌이 탄생하였다.
- 1955년 3월 31일 - 소토오토모촌과 합병해 난가이촌이 되었다.